# Cold Spring (Minnesota)
Cold Spring – miasto w Stanach Zjednoczonych, w stanie Minnesota, w hrabstwie Stearns.